# 苹果中国保修问题事件
苹果中国保修问题事件指的是2013年中国中央电视台3·15晚会曝光的苹果公司因中国的售后服务存在种种问题的事件，事件曝光后，引发中国消费者强烈不满。

## 背景
2013年3月15日，在中国中央电视台3·15晚会上，主持人王小丫以打开问号的方式（本届3·15晚会以4个标点符号来讲述案例）曝光了该事件。报道称，由于苹果高度一体化，苹果公司对于出现故障的iPhone，除少数部件外，一般不做维修，而是“以换代修”。
有消费者发现，新更换的iPhone使用的竟然是原来的旧后盖，如果要更换的话需另支付费用。央视驻外记者在世界其他国家的采访中发现，苹果公司国外售后标准高于中国，不管是美国本土还是在英国、澳大利亚和韩国，在保修期内出现故障换机时，都是连同后盖一起更换的。

另有消费者发现，“整机更换”的iPhone4，保修期只有90天。根据中国大陆规定，换货后，商品三包有效期自换货之日起重新计算。除了iPhone，苹果的苹果机和iPad均不符合中国大陆规定：
整机保修1年，主要部件包括主板、驱动器、显示卡、CPU、硬盘、电源、内存保修2年。
而上述产品对于主要部件的保修没有规定。根据苹果工作人员解释，iPad不是电脑产品，不能按电脑三包规定执行保修。iPad在通过中国强制性产品认证时，产品名称都标注为“便携式电脑”，即三包中提及的“笔记本电脑”。

## 追踪

### 苹果首次回应
事件曝光后，苹果中国对此事件予以回应，内容如下：
|  | 苹果公司致力于生产世界一流的产品，并为所在市场的消费者提供无与伦比的用户体验。这也是为什么我们在每一家苹果零售店的天才吧提供深受消费者喜爱的面对面支持。我们也与全国270多个城市的超过500个授权服务点密切合作。我们的团队一直努力超越消费者的期望，并高度重视每一位消费者的意见和建议。 |

有消费者表示，这份不足200字的声明，也被很多消费者称为是“官方回复、假大空的经典范文”。

### 记者采访苹果总部
3月29日，央视记者来到苹果中国位于上海市东海广场（根据工作人员解释，外高桥不是行政总部）的总部进行采访，而苹果工作人员冲过来按住摄像机镜头，拒绝采访，工作人员则是蛮横的态度来对待。
3月30日，央视驻美国记者试图与苹果位于库比提诺的全球总部联系，但始终对此保持沉默，不回邮件，也不接电话。

### 苹果第二次回应
3月23日，苹果中国再次发布声明，以下为主要内容：
|  | 我们希望所有的中国消费者知道，消费者享有苹果最高标准的服务。我们的政策完全符合本地法律法规。苹果在中国所提供的保修政策和在美国及世界各地大致相同；在一些维修方式上，会根据中国的法律法规调整具体做法，例如维修中不使用翻新或再制造的零部件……为了提供快捷有效的服务并确保问题在消费者第一次造访时便得以解决，Apple Store零售店和授权服务中心在处理绝大多数维修时，均用包括屏幕和天线在内的整套全新部件为消费者提供更换服务，并保留原有后盖。……维修后的iPhone随即享受90天的保修期或者延续其原有保修时长（以较长时间为准）。中国法规在这类情况下规定的保修期仅为 30 天。……鉴于iPhone 5的独特设计，在绝大多数情况下，我们都会根据苹果的政策提供整机更换服务。……我们希望借此阐明苹果的政策，帮助大家更好地理解我们为消费者服务的方式。我们致力于为中国的消费者提供最好的体验，并由衷感谢消费者的支持。 |

### 政府回应
3月27日，国家质检总局公开表示，关于消费者反映“苹果服务商告知MacBook Air笔记本电脑主板只保修一年”的问题，苹果的做法已违反《微型计算机商品修理更换退货责任规定》和《移动电话商品保修规定》。若不及时改正，将由执法部门按照有关法律法规予以严肃处理。工商总局表示要“查处违法行为”。中国消费者协会于3月29日发表公开信表示，苹果对问题敷衍塞责，劝苹果改正问题，应向中国消费者真诚道歉。

### 媒体报道
事件曝光后，央视各大栏目包括《新闻联播》、《焦点访谈》、《消费主张》、《经济半小时》、《第一时间》等追踪报道了苹果中国保修问题事件，以“傲慢的苹果”来报道。3月29日，新闻联播对此事件再次曝光。
3月29日，在《央视财经评论》栏目中，有专家评论，苹果的标志，缺的是中国消费者的感恩之心。
全国各大媒体也追踪报道了该事件，人民日报连续5天以反面新闻报道苹果，光明日报表示对“洋品牌无需再忍”。
华尔街日报推测中国政府的动机之一是苹果公司在中国政府的TD-SCDMA技术上没有给予足够的配合。

## 致歉
4月1日，苹果首席执行官蒂姆·库克向中国消费者道歉，同时宣布实施新的产品维修保修政策。
4月3日，中国消费者协会表示认为苹果“仍有不足 ”。